# Liu Haixin
Liu Haixin – chińska zapaśniczka w stylu wolnym, srebrna medalistka mistrzostw Azji w 2006 roku.